# René-Josué Valin

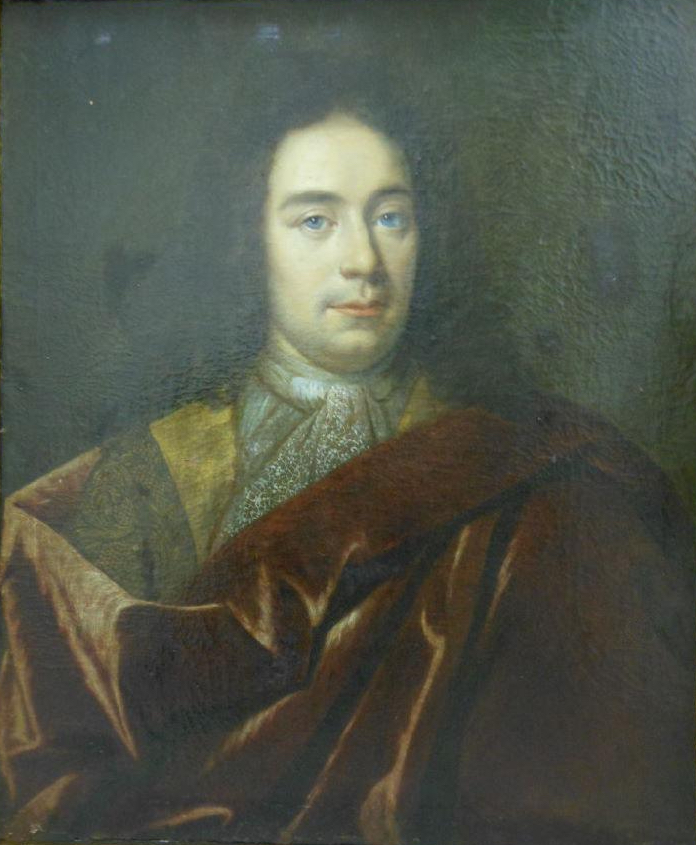

Nouveau commentaire sur l'ordonnance de la marine, 1760 (Fondazione Mansutti, Milano).

René-Josué Valin (1695 – 1765) è stato un giurista francese.

## Biografia
Originario di una famiglia fiamminga molto religiosa, studiò presso i gesuiti a Poitiers e si laureò in diritto canonico per poi dedicarsi all'attività forense. In seguito divenne Procuratore dell'Ammiragliato a La Rochelle.

## Opere
Scrisse tre importanti trattati: Nouveau commentaire sur la coûtume de la Rochelle (1756), Nouveau commentaire sur l'ordonnance de la marine (1760), Traité des prises qui se font sur mer (1763). Il secondo libro, frutto della collaborazione con Balthazard Marie Émérigon, è ritenuto il più importante tra le opere di Valin e consiste in un commento all'ordinanza di Luigi XIV sulla marina. Il testo, che riprende numerose decisioni di tribunali, regolamenti, patenti e ordinanze successive, è ritenuto così completo da essere stato considerato un manuale di riferimento in tutto il nord Europa, fino alla Russia.